# Klaus-Joachim Zülch
Klaus-Joachim Zülch (ur. 11 kwietnia 1910 w Olsztynie, zm. 2 grudnia 1988 w Berlinie) – niemiecki lekarz neurolog, syn Georga Zülcha, burmistrza Olsztyna.